# Courtney Barnett
Pour les articles homonymes, voir Barnett.
Courtney Barnett (née le 3 novembre 1987) est une auteure-compositrice-interprète et guitariste australienne originaire de Melbourne. Connue pour son jeu de guitare atypique en picking et sa pop garage contemplative, narrant la morosité de son enfance dans la banlieue de Sydney,, elle a attiré l'attention de la presse musicale de l'Amérique du Nord et du Royaume-Uni en octobre 2013 avec la sortie d'un double-EP, A Sea of Split Peas (en), et des concerts prometteurs au CMJ Music Marathon. À ce dernier, Barnett a été citée à la fois par le magazine Rolling Stone, et le The New York Times comme une artiste remarquable.
Son premier album, Sometimes I Sit and Think, and Sometimes I Just Sit paraît le 23 mars 2015.

## Biographie
Née à Pittwater, dans la banlieue de Sydney, d'une mère ballerine et d'un père régisseur de théâtre et designer graphique, elle s'initie à la musique en écoutant Nirvana et les Lemonheads et à l'instar de Kurt Cobain, joue de la guitare en gauchère. Jimi Hendrix et Lou Reed ont été également été de grandes inspirations pour elle.
Elle intègre l'Université de Tasmanie où elle étudie la photographie pendant deux ans, mais finit par abandonner et part s'installer à Melbourne.
En 2011, elle intègre le groupe Immigrant Union (en), fondé entre autres par Brent DeBoer (en), batteur des Dandy Warhols.
Elle crée avec Jen Cloher leur propre label, Milk! Records, en 2012, et y publie un premier EP intitulé I've Got a Friend Called Emily Ferris, auquel participe notamment Brent, et qui reçoit des critiques enthousiastes,.
Sa deuxième réussite solo, How to Carve a Carrot into a Rose, est également saluée par la presse en 2013, l'incitant à publier l'album combiné A Sea of Split Peas, réunissant ses deux précédentes productions.
Son premier concert en France a été aux Transmusicales de Rennes 2016. Avec le grand succès des albums Sometimes I Sit and Think, and Sometimes I Just Sit (2015) et Tell Me How You Really Feel (2018), elle a pu faire des tournées mondiales en Europe, aux États-Unis et en Asie ; en février 2019, Barnett a fait plusieurs concerts dans les grandes villes d'Amérique du Sud et au mois de mars 2019, au Japon. 
Elle fait, en duo avec Kurt Vile, un autre album, Lotta See Lice (2017).

### Vie privée
Elle séjourne actuellement à Melbourne, avec sa compagne Jen Cloher, également musicienne et signée sur Milk! Records,.

## Membres
| - Courtney Barnett – voix, guitare, écriture - Bones Sloane – basse, chœurs - Dave Mudie – batterie | - Dan Luscombe (membre des Drones) – guitare - Pete Convery – basse - Alex Hamilton – guitare - Alex Francis – guitare - Maddie Duke - chœurs |

## Discographie

### Albums studio
| Titre                                               | Détails | Meilleures positions | Meilleures positions | Meilleures positions | Meilleures positions | Meilleures positions | Meilleures positions |
| Titre                                               | Détails | AUS                  | IRE                  | NLD                  | NZ                   | UK                   | US                   |
| --------------------------------------------------- | --- | -------------------- | -------------------- | -------------------- | -------------------- | -------------------- | -------------------- |
| Sometimes I Sit and Think, and Sometimes I Just Sit | - Sorti le : 20 mars 2015 - Label: Milk!, Marathon, House Anxiety, Mom + Pop (en) - Formats: vinyle 12", CD, digital     | 4                    | 28                   | 26                   | 19                   | 16                   | 20                   |
| Tell Me How You Really Feel                         | - Sorti le : 18 mai 2018 - Label: Milk!, Marathon, House Anxiety, Mom + Pop (en) - Formats: vinyle 12", CD, digital      |                      |                      |                      |                      |                      |                      |
| Things Take Time, Take Time                         | - Sorti le : 12 novembre 2021 - Label: Milk!, Marathon, House Anxiety, Mom + Pop (en) - Formats: vinyle 12", CD, digital |                      |                      |                      |                      |                      |                      |

### EPs
| Année | Titre                                 | Format                | Sortie          | Label                                                        |
| ----- | ------------------------------------- | --------------------- | --------------- | ------------------------------------------------------------ |
| 2012  | I've Got a Friend Called Emily Ferris | CD/Digital            | 2 avril 2011    | Milk! Records                                                |
| 2013  | How to Carve a Carrot into a Rose     | CD/Digital            | 15 octobre 2013 | Milk! Records                                                |
| 2014  | The Double EP: A Sea of Split Peas    | vinyle 12" CD/Digital | 20 mai 2014     | Milk! Records Marathon Artists House Anxiety Mom + Pop Music |

### Singles
- History Eraser - Milk!/Marathon/V2 (14 octobre 2013)
- Pedestrian at Best - Milk!/Marathon/V2 (16 février 2015)

## Équipement
- Harmony "Rocket" h59
- Fender Telecaster
- Fender Jaguar
- Fender Stratocaster